# Los Santos (Soria)
Los Santos es un despoblado y barrio de La Póveda de Soria, localidad y municipio de la provincia de Soria, 
partido judicial de Soria, Comunidad Autónoma de Castilla y León, España. Pueblo de la Comarca de Almarza.

## Historia
Sobre la base de los datos del censo de Pecheros de 1528, en el que no se contaban eclesiásticos, hidalgos y nobles, no se registran vecinos. Figura en el documento original como Los Sanctos.
Lugar que durante la Edad Media perteneció a la Comunidad de Villa y Tierra de Soria formando parte del Sexmo de Tera.
A la caída del Antiguo Régimen la localidad se constituye en municipio constitucional, entonces conocido como Poveda y barrio de Los Santos en la región de Castilla la Vieja, partido de Soria que en el censo de 1842 contaba con 106 hogares y 430 vecinos.
Sus últimos vecinos fueron abandonando el pueblo sucesivamente para bajar a vivir a La Póveda, o en algunos casos a Montenegro y Santa Cruz.

## Patrimonio
- Ermita de la Virgen de Montesclaros o de Los Santos (desaparecida).